# تليران (بالا خيابان ليتكوة)
تلیران (بالفارسية: تلیران) هي قرية تقع في إيران في قسم بالا خیابان لیتکوة الريفي. يقدر عدد سكانها بـ 514 نسمة بحسب إحصاء 2016.